# Sandhaug
Sandhaug is een toeristenhut van Den Norske Turistforening (DNT) in Nordmannslågen in de gemeente Eidfjord in Noorwegen.
De hut ligt op de Hardangervidda op 1250 meter boven zeeniveau. Van hieruit zijn diverse wandelingen mogelijk.